# 뒬멘

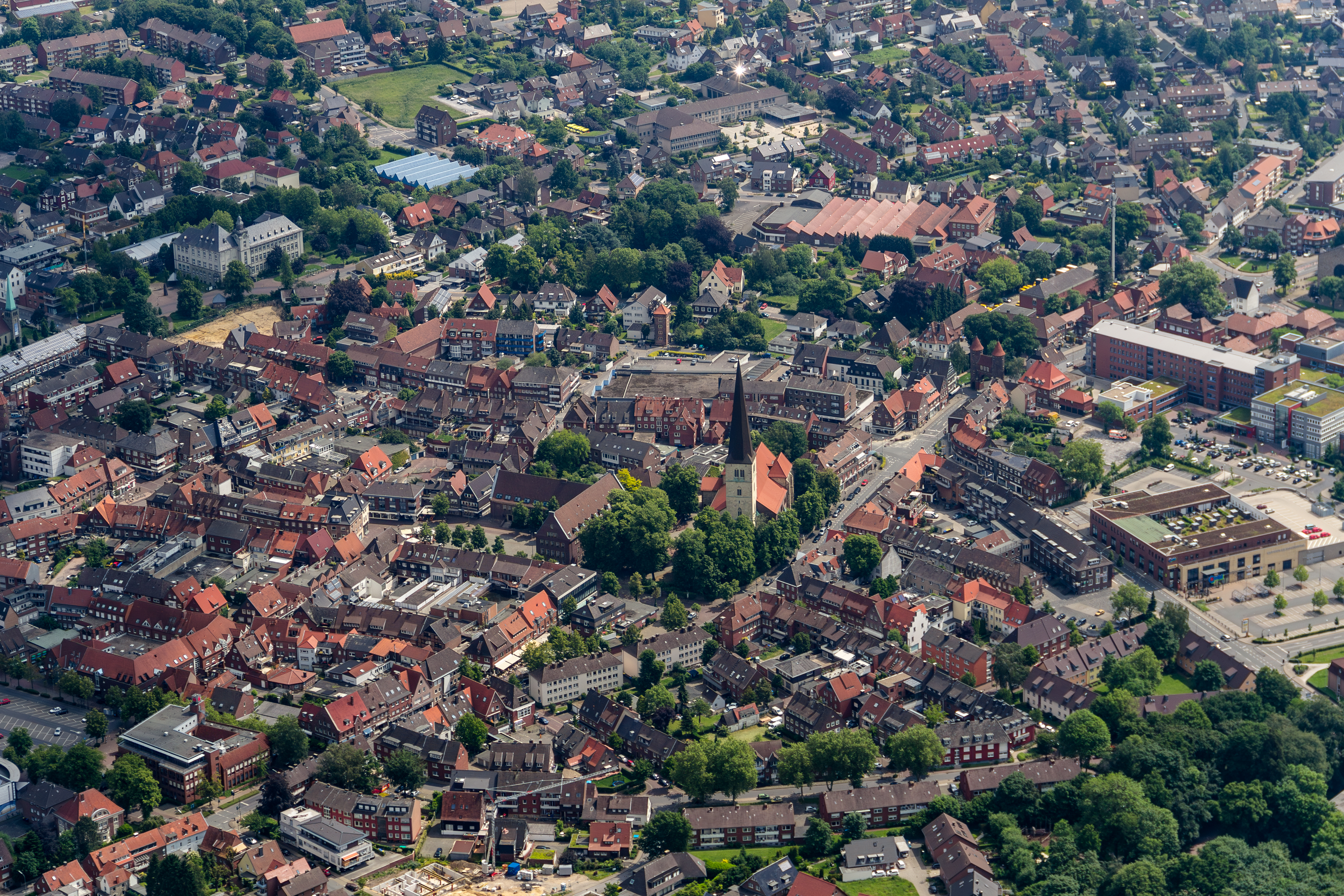

뒬멘(독일어: Dülmen)은 독일 노르트라인베스트팔렌주 코에스펠트에 위치한 자치 도시이다.